# Dichonia
Dichonia là một chi bướm đêm thuộc họ Noctuidae.

## Loài
- Dichonia aeruginea (Hübner, [1808])
- Dichonia aprilina (Linnaeus, 1758)
- Dichonia convergens (Denis & Schiffermüller, 1775)
- Dichonia pinkeri (Kobes, 1973)